# Kvarntjärnen (Frostvikens socken, Jämtland, 716690-142123)
Kvarntjärnen är en sjö i Strömsunds kommun i Jämtland och ingår i Ångermanälvens huvudavrinningsområde. Sjön har en area på 0,134 kvadratkilometer och ligger 487,6 meter över havet.

## Delavrinningsområde
Kvarntjärnen ingår i det delavrinningsområde (716613-142346) som SMHI kallar för Mynnar i Jormsjöns dämningsomr.. Medelhöjden är 553 meter över havet och ytan är 28,49 kvadratkilometer. Räknas de 7 avrinningsområdena uppströms in blir den ackumulerade arean 40,27 kvadratkilometer. Storbäcken som avvattnar avrinningsområdet har biflödesordning 3, vilket innebär att vattnet flödar genom totalt 3 vattendrag innan det når havet efter 319 kilometer. Avrinningsområdet består mestadels av skog (90 procent). Avrinningsområdet har 0,23 kvadratkilometer vattenytor vilket ger det en sjöprocent på 0,8 procent.